# Anna Hofer
Pour les articles homonymes, voir Hofer.
Anna Hofer, née le 28 février 1988, est une skieuse italienne.

## Biographie
Elle participe à des courses FIS dès la saison 2003-2004 et fait ses débuts en Coupe d'Europe en février 2005, puis en Coupe du monde en janvier 2011 pour une course à Cortina d'Ampezzo. En Coupe d'Europe,son premier podium intervient en mars 2010 au slalom géant de Kranjska Gora et sa première victoire en février 2016 à Davos.
En Coupe du monde, elle marque ses premiers en février 2011 en se classant 16e du slalom géant d'Arber-Zwiesel. C'est seulement six ans plus tard, qu'elle retrouvé le top trente en finissant 27e du super G de Jeongseon. En décembre de la même année, elle signe son meilleur résultat en Coupe du monde avec une dixième place au super G de Val d'Isère. Elle se spécialise désormais sur les épreuves de vitesse (descente et super G) après des débuts tournés vers le slalom géant.

## Palmarès

### Coupe du monde
- Meilleur classement général : 78e en 2018.
- Meilleur résultat : 10e.

#### Différents classements en Coupe du monde
| Année/Classement | Année/Classement | Général | Général | Descente | Descente | Super G | Super G | Slalom géant | Slalom géant |
| ---------------- | ---------------- | ------- | ------- | -------- | -------- | ------- | ------- | ------------ | ------------ |
| Année/Classement | Année/Classement | Class   | Points  | Class    | Points   | Class   | Points  | Class        | Points       |
| 2011             | 2011             | 111e    | 15      | -        | -        | -       | -       | 39e          | 15           |
| 2017             | 2017             | 128e    | 4       | -        | -        | 53e     | 4       | -            | -            |
| 2018             | 2018             | 78e     | 50      | -        | -        | 29e     | 50      | -            | -            |
| 2019             | 2019             | 131e    | 4       | -        | -        | 46e     | 4       | -            | -            |

### Coupe d’Europe
- 6e du classement général en 2016.
- 12 podiums, dont 1 victoire en descente.

Palmarès à l'issue de la saison 2018-2019.